# Ultra Wideband
Ultra wideband radio (UWB) är en teknik för snabb trådlös överföring av mycket information korta sträckor, över ett brett frekvensspektrum (bandbredd minst 500 MHz) och med låg strömförbrukning. UWB sänds som en serie extremt korta pulser över ett brett frekvensspektrum, i likhet med gnistsändare som användes i radioteknikens barndom. UWB är en form av bandspridningsteknik. Genom att sända med en mycket låg spektraltäthet i Watt per Hertz undviks att mer smalbandiga tillämpningar på samma frekvensband utsätts för störningar. Ju bredare frekvensspektrum desto mer data kan överföras samtidigt, alternativt desto svagare sändareffekt krävs eller desto längre avstånd kan man kommunicera över. Tekniken har utvecklats av det amerikanska företaget Time Domain. 

## Standardisering
UWB är ett av flera tänkbara alternativ för att åstadkomma bredbandig korthållskommunikation, till exempel trådlös USB för kommunikation mellan en dator och periferiutrustning, och bredbandiga trådlösa personliga nätverk (WPAN), dvs bredbandiga efterföljare till Bluetooth. Bredbandiga WPAN standardiseras inom arbetsgruppen IEEE 802.15.3. Ett UWB-baserat radiogränssnittsalternativ är under utveckling, och har namnet IEEE 802.15.3a. 
Den teknik som finns idag stöder en överföringshastighet på kring 100 megabit per sekund och en räckvidd på 10 till 30 meter. Det talas emellertid om att det i framtiden kan komma att handla om gigabit-hastighet och längre räckvidder.

## Fler användningsområden
Förutom att föra över stora mängder information kan radiotekniken UWB användas som en form av radar som kan se igenom väggar. Företaget Time Domain har utvecklat en apparat som sänder ut miljontals radiopulser per sekund över ett brett frekvensspektrum. Apparaten mäter sedan hur lång tid det tar innan signalen studsar tillbaka och med hjälp av detta måla upp en bild av hur byggnaden ser ut på insidan. Denna UWB-radar är då tänkt att kunna användas av polis och militär för att lokalisera personer som försöker gömma sig i en byggnad.
UWB kan även användas för positionering. Precisionen är mycket högre än med GPS. Tekniken kommer inte att konkurrera med GPS utan snarare komplettera den. Eftersom GPS bara fungerar utomhus och för att tekniken med UWB måste ha flera sändare i närheten så skulle UWB kunna användas som en inomhusvariant av GPS.
Intresse för utvecklingen av tekniken finns även hos företag som Sony, Samsung, Sharp och JVC. De ser den som en teknik som trådlöst ska kunna koppla samman olika typer av konsumentelekronik med varandra. UWB skulle alltså kunna ersätta kabeln mellan tv-apparaten och dvd-spelaren.

## Frekvensreglering
Post- och telestyrelsen (PTS) beslutade den 1 juli 2007 att de aktuella frekvenserna ska användas för UWB.

## Samexistens med annan teknik
En av fördelarna med Ultra wideband är den låga uteffekten. UWB sänder så svaga radiosignaler att andra smalbandiga radiotekniker endast uppfattar det som brus och ignorerar det. Detta gör att UWB kan användas på frekvensutrymmen som redan är upptagna. Detta skulle i sin tur betyda att tekniken kan användas utan någon licens.
Det finns studier som visar att detta kan ske, men att det ger upphov till samma problem med andra trådlösa nät om man sätter upp många accesspunkter utan att koordinera dem.
Internationella telekommunikationsunionen (ITU) utför idag studier som ska kunna svara på frågor såsom: Vilken effekt har utstrålningen från en eller flera UWB-apparater på omgivande radiokommunikationstjänster, hur reagerar icke-UWB-mottagare på uwb-signaler och vilka krav ska ställas på UWB-utrustningar för att dessa inte ska störa andra radiotjänster?